# ريو غاليغوس سانتا كروز (مدينة)
ريو غاليغوس، سانتا كروز (بالإسبانية: Río Gallegos, Santa Cruz)‏ هي مدينة تقع في الأرجنتين في Güer Aike Department.[بحاجة لمصدر] يقدر عدد سكانها بـ 97,742 نسمة وترتفع عن سطح البحر 20 متر.

## المناخ
يظهر الجدول التالي التغييرات المناخية على مدار السنة لريو غاليغوس، سانتا كروز:
| البيانات المناخية لـريو غاليغوس، سانتا كروز                                                                                                | البيانات المناخية لـريو غاليغوس، سانتا كروز | البيانات المناخية لـريو غاليغوس، سانتا كروز | البيانات المناخية لـريو غاليغوس، سانتا كروز | البيانات المناخية لـريو غاليغوس، سانتا كروز | البيانات المناخية لـريو غاليغوس، سانتا كروز | البيانات المناخية لـريو غاليغوس، سانتا كروز | البيانات المناخية لـريو غاليغوس، سانتا كروز | البيانات المناخية لـريو غاليغوس، سانتا كروز | البيانات المناخية لـريو غاليغوس، سانتا كروز | البيانات المناخية لـريو غاليغوس، سانتا كروز | البيانات المناخية لـريو غاليغوس، سانتا كروز | البيانات المناخية لـريو غاليغوس، سانتا كروز | البيانات المناخية لـريو غاليغوس، سانتا كروز |
| الشهر | يناير                                       | فبراير                                      | مارس                                        | أبريل                                       | مايو                                        | يونيو                                       | يوليو                                       | أغسطس                                       | سبتمبر                                      | أكتوبر                                      | نوفمبر                                      | ديسمبر                                      | المعدل السنوي                               |
| --- | ------------------------------------------- | ------------------------------------------- | ------------------------------------------- | ------------------------------------------- | ------------------------------------------- | ------------------------------------------- | ------------------------------------------- | ------------------------------------------- | ------------------------------------------- | ------------------------------------------- | ------------------------------------------- | ------------------------------------------- | ------------------------------------------- |
| الدرجة القصوى °م (°ف) | 35.0 (95.0)                                 | 35.8 (96.4)                                 | 33.8 (92.8)                                 | 27.2 (81.0)                                 | 19.6 (67.3)                                 | 17.0 (62.6)                                 | 16.1 (61.0)                                 | 17.0 (62.6)                                 | 24.9 (76.8)                                 | 25.4 (77.7)                                 | 30.4 (86.7)                                 | 30.8 (87.4)                                 | 35.8 (96.4)                                 |
| متوسط درجة الحرارة الكبرى °م (°ف) | 20.0 (68.0)                                 | 19.6 (67.3)                                 | 17.0 (62.6)                                 | 13.2 (55.8)                                 | 8.4 (47.1)                                  | 4.9 (40.8)                                  | 4.8 (40.6)                                  | 7.4 (45.3)                                  | 11.3 (52.3)                                 | 14.8 (58.6)                                 | 17.2 (63.0)                                 | 18.8 (65.8)                                 | 13.1 (55.6)                                 |
| المتوسط اليومي °م (°ف) | 13.8 (56.8)                                 | 13.2 (55.8)                                 | 10.8 (51.4)                                 | 7.6 (45.7)                                  | 4.2 (39.6)                                  | 1.4 (34.5)                                  | 1.2 (34.2)                                  | 3.1 (37.6)                                  | 5.7 (42.3)                                  | 8.4 (47.1)                                  | 11.1 (52.0)                                 | 12.8 (55.0)                                 | 7.8 (46.0)                                  |
| متوسط درجة الحرارة الصغرى °م (°ف) | 7.6 (45.7)                                  | 7.1 (44.8)                                  | 5.3 (41.5)                                  | 2.9 (37.2)                                  | 0.2 (32.4)                                  | −2.0 (28.4)                                 | −2.4 (27.7)                                 | −0.6 (30.9)                                 | 0.9 (33.6)                                  | 2.4 (36.3)                                  | 4.8 (40.6)                                  | 6.6 (43.9)                                  | 2.7 (36.9)                                  |
| أدنى درجة حرارة °م (°ف) | −0.9 (30.4)                                 | −3.5 (25.7)                                 | −7.8 (18.0)                                 | −11.0 (12.2)                                | −14.5 (5.9)                                 | −18.2 (−0.8)                                | −20.2 (−4.4)                                | −12.7 (9.1)                                 | −9.0 (15.8)                                 | −6.8 (19.8)                                 | −6.4 (20.5)                                 | −3.6 (25.5)                                 | −20.2 (−4.4)                                |
| الهطول مم (إنش) | 27.7 (1.09)                                 | 27.1 (1.07)                                 | 26.7 (1.05)                                 | 26.7 (1.05)                                 | 26.9 (1.06)                                 | 18.3 (0.72)                                 | 19.2 (0.76)                                 | 16.9 (0.67)                                 | 13.3 (0.52)                                 | 16.9 (0.67)                                 | 22.7 (0.89)                                 | 25.9 (1.02)                                 | 268.3 (10.56)                               |
| متوسط أيام هطول الأمطار (≥ 0.1 mm) | 10.1                                        | 7.9                                         | 8.7                                         | 8.6                                         | 8.3                                         | 7.3                                         | 7.4                                         | 6.4                                         | 6.2                                         | 6.0                                         | 8.0                                         | 9.6                                         | 94.5                                        |
| متوسط الأيام المثلجة | 0                                           | 0                                           | 0                                           | 0.3                                         | 0.9                                         | 2                                           | 2                                           | 2                                           | 0.6                                         | 0.7                                         | 0                                           | 0                                           | 8.5                                         |
| متوسط الرطوبة النسبية (%) | 52.4                                        | 56.8                                        | 62.3                                        | 68.9                                        | 76.2                                        | 80.2                                        | 78.4                                        | 73.7                                        | 66.4                                        | 58.0                                        | 52.8                                        | 52.0                                        | 64.8                                        |
| ساعات سطوع الشمس الشهرية | 133.3                                       | 135.6                                       | 133.3                                       | 105.0                                       | 102.3                                       | 84.0                                        | 83.7                                        | 105.4                                       | 126.0                                       | 164.3                                       | 144.0                                       | 124.0                                       | 1٬440٫9                                     |
| نسبة وصول أشعة الشمس | 27                                          | 31                                          | 34                                          | 33                                          | 37                                          | 35                                          | 33                                          | 34                                          | 36                                          | 35                                          | 28                                          | 23                                          | 32                                          |
| المصدر #1: Servicio Meteorológico Nacional                                                                                                 |                                             |                                             |                                             |                                             |                                             |                                             |                                             |                                             |                                             |                                             |                                             |                                             |                                             |
| المصدر #2: Secretaria de Mineria (December record low only and sun, 1951–1980), Meteo Climat (record highs and lows), UNLP (snowfall data) |                                             |                                             |                                             |                                             |                                             |                                             |                                             |                                             |                                             |                                             |                                             |                                             |                                             |

## توأمة
لريو غاليغوس، سانتا كروز (مدينة) اتفاقيات توأمة مع:
- بونتا أريناس

## أعلام
- ألفريدو مارتينيز
- ليوناردو جيل
- نيستور كيرشنير
- راؤول بيسيرا